# Cremersia adunca
Cremersia adunca är en tvåvingeart som beskrevs av Borgmeier 1961. Cremersia adunca ingår i släktet Cremersia och familjen puckelflugor. Inga underarter finns listade i Catalogue of Life.